# Апуло-коринфский шлем
Апуло-коринфский шлем — разновидность полностью закрытого шлема, производимого в VI—IV вв. до н. э. в Апулии, южной части Италии, густо заселенной греческими колонистами.
В VI в. до н. э. шлемы, производимые в Апулии, ничем не отличались от изделий Коринфа, однако местные традиции скоро стали проявляться в виде своеобразной ремесленной школы. Так к коринфскому шлему привешивали металлические рога (такой шлем хранится в музее Женевы).
Затем кузнецы Апулии стали делать шлемы даже еще более глухие, чем изначальный прототип, смыкая металл в области рта. Однако, видимо, носить такой «горшок» было слишком некомфортно, и в следующем шаге своего развития шлем превратился в своего рода каску, которая после опускания на лицо напоминала глубокую маску. Сложно сказать, насколько удобно было сражаться в таком шлеме, но вне боя он был достаточно комфортен, носился как бронзовая панама. В коллекции Акселя Гуттманна есть даже шлем, полностью повторяющий апуло-коринфский стиль, только сплошной, без глазниц, то есть на самом деле античная каска, не защищающая лицо (тип E).
По весу апуло-коринфские шлемы почти вдвое легче, чем ранние коринфские шлемы. Лицевая часть украшалась узором, рисунками и литыми барельефами, что в общем характерно и для других шлемов Апулии. В отличие от Греции плюмаж состоял не только из конского гребня сверху шлема, но дополнялся роскошными перьями по бокам.
К концу IV в. до н. э. Рим подчинил область Апулию, а вскоре апуло-коринфские закрытые шлемы вышли из употребления. На смену им пришли шлемы с открытым лицом (фракийского и халкидского типа).
Иногда апуло-коринфские шлемы называют итало-коринфскими, создавая путаницу, так как такое же название используют для шлемов халкидского типа, найденных в Италии. К тому же название апуло-коринфский более точно локализует производственную базу этих своеобразных шлемов. Первая попытка классифицировать эти шлемы была предпринята Анжело Боттини в 1983 году.
Он разделил их на типы A, B, C, D, E.
- Тип A отличается тем, что нащёчники не смыкаются в области рта. Этот тип ближе всего к коринфскому образцу и получил наибольшее распространение.
- В типе B нащёчники соедины в области рта узкой перемычкой, которая придаёт шлему жесткость.
- В типе C нащёчники полностью смыкаются, оставляя вырезы в лицевой части шлема для глаз и наносника.
- В типе D в глухой лицевой части шлема есть только вырезы для глаз, наносник нарисован как украшение.
- Тип Е, приближаясь по форме к другим апуло-коринфским шлемам, представляет собой каску, не предназначенную для сдвигания на лицо. Вырезы отсутствуют.